# Череда лучистая
Череда лучистая, или Череда лучевая (лат. Bidens radiata), — вид растений рода Череда (Bidens) семейства Астровые (Asteraceae), широко распространённый в Евразии на берегах водоёмов и отмелях, в том числе на всей территории России, кроме пустынных и арктических районов.

## Ботаническое описание
Однолетнее травянистое растение, (5) 15—60 (80) см высотой. Листья супротивные, желтовато-зелёные, трёх-пятираздельные или рассечённые. Стебли прямостоячие, в верхней части ветвистые, голые или слабо опушённые.
Корзинки плоские, их диаметр в два раза больше высоты. Наружные листочки обёртки листовидные, в числе 10—14, значительно превышают обёртку и окружают её в виде лучей. Краевые цветки ложноязычковые, золотисто-жёлтые, бесплодные; срединные — трубчатые, обоеполые. Плоды представляют собой сплюснутые клиновидные семянки диаметром около 4 мм, ости по длине равны семянке или чуть короче её; семянки голые, но по краям и остям несут щетинки, обращённые вниз.

## Хозяйственное значение и применение
Лекарственное растение: используется так же, как и череда трёхраздельная, и при заготовках сырья эти виды обычно не различают.

## Классификация

### Таксономия[2]
Bidens radiata Thuill., 1799, Fl. Env. Paris, ed. 2. 432
Вид Череда лучистая относится к роду Череда (Bidens) семейства Астровые (Asteraceae) порядка Астроцветные (Asterales). Кладограмма в соответствии с Системой APG IV:
|  |                                      |  |                                   |                                   |                    |  | ещё 10 семейств | ещё 10 семейств |                 |  |                       |  | еще 229 подтвержденных и 171 в статусе "непроверенных" видов и инфравидовых таксонов | еще 229 подтвержденных и 171 в статусе "непроверенных" видов и инфравидовых таксонов |  |
|  |                                      |  |                                   |                                   |                    |  | ещё 10 семейств | ещё 10 семейств |                 |  |                       |  | еще 229 подтвержденных и 171 в статусе "непроверенных" видов и инфравидовых таксонов | еще 229 подтвержденных и 171 в статусе "непроверенных" видов и инфравидовых таксонов |  |
|  |                                      |  |                                   | порядок Астроцветные              |                    |  |                 |                 | род Череда      |  |                       |  |                                                                                      |                                                                                      |  |
|  |                                      |  |                                   | порядок Астроцветные              |                    |  |                 |                 | род Череда      |  | 1 инфравидовой таксон |  |                                                                                      |                                                                                      |  |
|  | отдел Цветковые, или Покрытосеменные |  |                                   |                                   | семейство Астровые |  |                 |                 | Череда лучистая |  |                       |  |                                                                                      |                                                                                      |  |
|  | отдел Цветковые, или Покрытосеменные |  |                                   |                                   |                    |  |                 |                 |                 |  |                       |  |                                                                                      |                                                                                      |  |
|  |                                      |  | ещё 63 порядка цветковых растений | ещё 63 порядка цветковых растений |                    |  |                 | ещё 1804 рода   | ещё 1804 рода   |  |                       |  |                                                                                      |                                                                                      |  |
|  |                                      |  |                                   | ещё 63 порядка цветковых растений |                    |  |                 |                 | ещё 1804 рода   |  |                       |  |                                                                                      |                                                                                      |  |

### Инфравидовые таксоны
- Bidens radiata var. pinnatifida  (Turcz. ex DC.) Kitam.

### Синонимы
- Bidens fastigiata var. fastigiata
- Bidens radiata f. perpusilla  Domin
- Bidens radiata f. radiata
- Bidens radiata var. microcephala  C.H.An
- Bidens radiata var. radiata
- Bidens tripartita f. pinnatifida  (Turcz. ex DC.) Beck